# Quinto Antonio Merenda
Quinto Antonio Merenda  fue un político y militar romano del siglo V a. C. perteneciente a la gens Antonia. Fue uno de los pocos plebeyos que ocuparon las más altas magistraturas durante la República temprana.

## Familia
Merenda fue miembro de los Antonios Merendas, la más antigua familia de la gens Antonia. Fue hijo del decenviro Tito Antonio Merenda.

## Tribunado consular
Obtuvo el tribunado consular en el año 422 a. C., durante el cual el tribuno de la plebe Lucio Hortensio llevó a juicio al consular Cayo Sempronio Atratino por la mala gestión de la guerra contra los volscos.